# 1470 w literaturze
Wydarzenia literackie w 1470 roku.

## Nowe książki
- polskie
- zagraniczne

## Nowe poezje
- polskie
- zagraniczne

## Urodzili się
- Pietro Bembo – włoski kardynał i poeta (zm. 1547)
- Garcia de Resende – poeta i antologista portugalski (zm. 1536)